# Robert Wilhelm Ekman

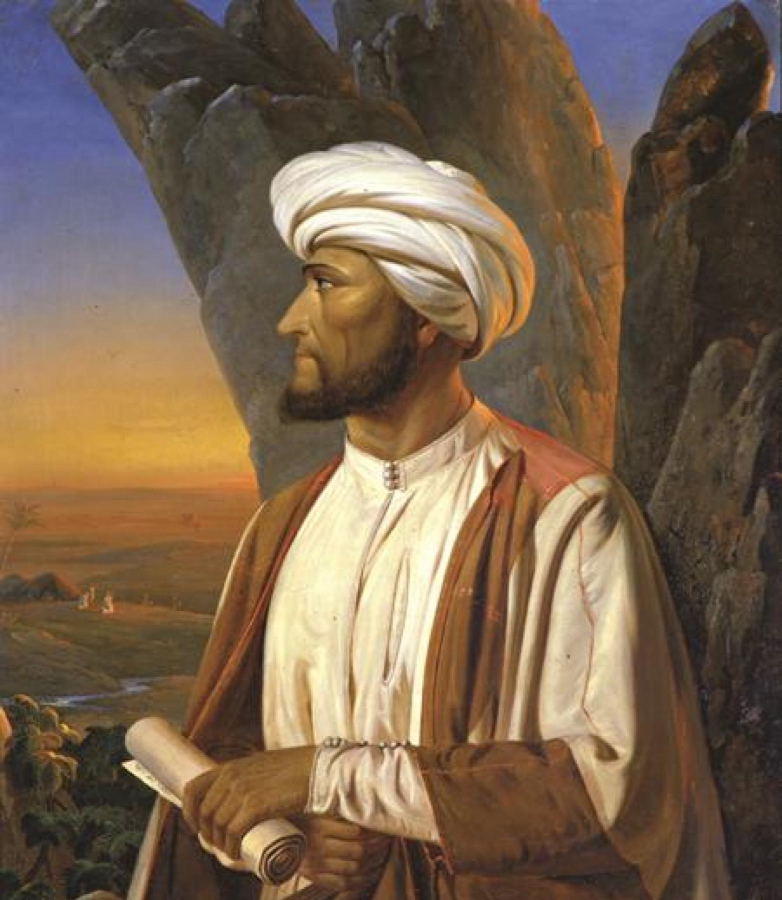
Robert Wilhelm Ekman: Porträt Georg August Wallin, 1853

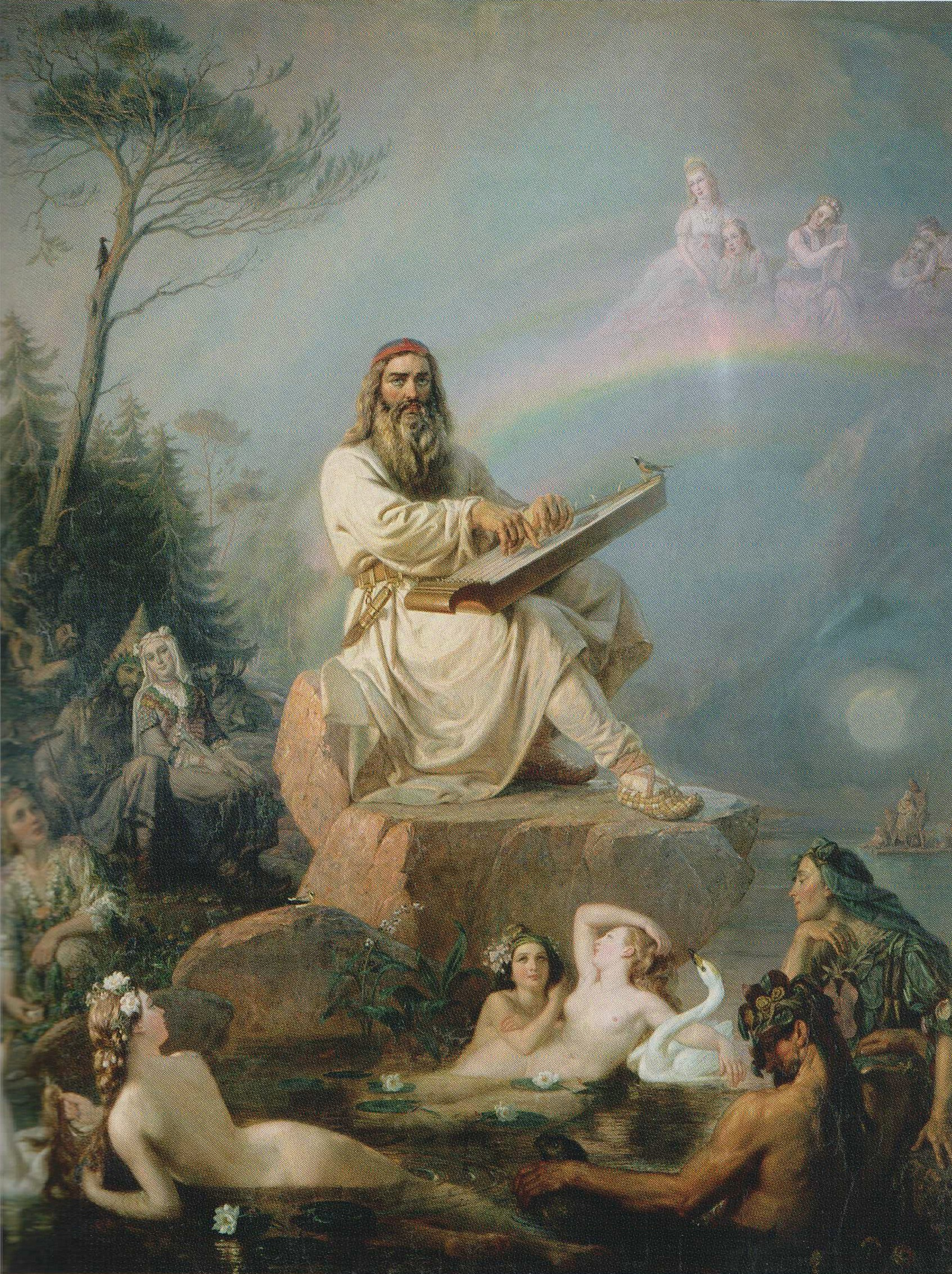
Robert Wilhelm Ekman, Väinämöisen soitto, 1866

Robert Wilhelm Ekman (* 13. August 1808 in Uusikaupunki, Finnland; † 19. April 1873 in Helsinki) war ein bedeutender finnischer Maler und Lehrer der nationalromantischen Stilrichtung.

## Leben und Werk
Ekman wurde im schwedischsprachigen Küstenteil Finnlands, in Nystad (Uusikaupunki), als Sohn des Arztes Karl Kristoffer Ekman und seiner Frau Sara Elisabet (geb. Gadolin) geboren. Er begann sein Studium in Finnland bei Gustaf Wilhelm Finnberg (1784–1833) und setzte es an der Kungliga Konsthögskolan (Königlich Schwedischen Kunstakademie) in Stockholm fort. 1836 schloss er seine Studien ab, wurde schwedischer Staatsbürger und machte von 1837 bis 1844 Studienreisen in die Niederlande, nach Frankreich und Italien. Nach seiner Rückkehr nach Stockholm 1844 wurde er Mitglied der Königlich Schwedischen Akademie.
1845 kehrte Ekmann nach Finnland zurück und wurde Lehrer an der 1830 von Carl Gustaf Söderstrand in Turku gegründeten Zeichenschule (Turun Piirustuskoulu). Ekman galt als Erneuerer der finnischen Malererei, wobei er sich besonders für die Historien- und Porträtmalerei und die Motive des Nationalepos Kalevala einsetzte. In Turku malte er die Fresken im Dom, die er 1855 fertigstellte. Ab 1850 reformierte er den Kunstunterricht an der 1848 gegründeten Zeichenschule in Helsinki. 1855 wurde er wieder finnischer Staatsbürger. In Turku ehrt ein von Wäinö Aaltonen (1894–1966) aus rotem Granit geschaffenes und 1927 eingeweihtes Denkmal den bedeutenden Lehrer und Künstler.

## Werke in öffentlichen Sammlungen (Auswahl)
- Finnische Nationalgalerie (Ateneum Art Museum), Helsinki
- Gösta Serlachius Museum of Fine Arts (Gösta Serlachiuksen taidemuseo), Mänttä
- Tampere Art Museum (Tampereen taidemuseo), Tampere
- Turku Art Museum (Turun taidemuseo), Turku